# Sahara español
El Sahara español o Sáhara español (en árabe, الصحراء الإسبانية, al-ṣaḥrāʾ al-ʾisbānīyya) fue una colonia de España, asimilada más tarde como provincia, desde 1884 hasta los acuerdos de Madrid de 14 de noviembre de 1975, que se corresponde con el actual territorio no autónomo del Sahara Occidental.

## Toponimia

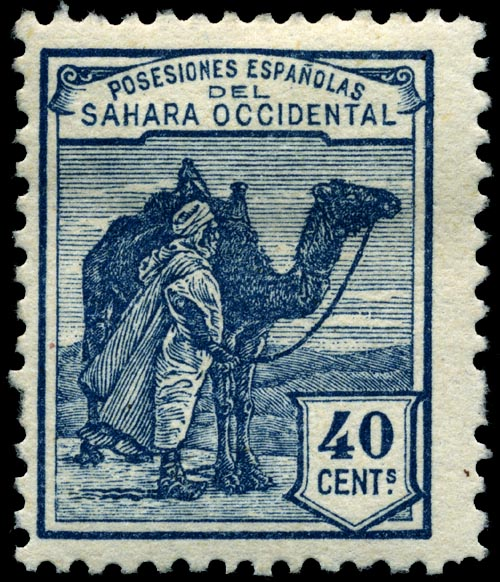
Sello del Sahara Español de 1924.

Su nombre deriva del desierto del Sáhara. Desde 1884 hasta 1958 su denominación oficial fue Posesiones Españolas del Sahara Occidental. Entre 1958 y 1976 fue denominado oficialmente provincia del Sahara.

## Símbolos
El escudo de El Aaiún fue creado por orden de 25 de octubre de 1955  De sinople o verde: la banda ondeada, representando el agua, de plata y azur; en jefe, la palmera, de su color; y, en punta, la cabeza de camello, al natural. Bordura, de gules, cuatro castillos de oro, mazonados, alternando con cuatro leones de plata. El de Villa Cisneros se creó el 7 de mayo de 1955. En punta, cortado desigualmente, en el cuartel superior, cisne de plata, y al cuello, corona sobre azur. En el inferior, delfín de plata en campo azul, orlado de quince jaqueles de oro y gules, ocho y siete.

Escudos de El Aaiún y Villa Cisneros
Escudo de El Aaiún
Escudo de Villa Cisneros

## Geografía
Su territorio se halla situado en la parte nordoccidental del continente africano, y en la zona considerada subtropical. El trópico de Cáncer corta el territorio a la altura de la punta de la Sarga, en la península de Río de Oro. Limitaba al norte con Marruecos, al nordeste con Argelia, al este y al sur con Mauritania, y al oeste con el océano Atlántico, entre los paralelos 20°45′ y 27°40′ de latitud norte. Tenía una extensión de 280 000 km² y su costa, una longitud de 1200 kilómetros.

Sahara español
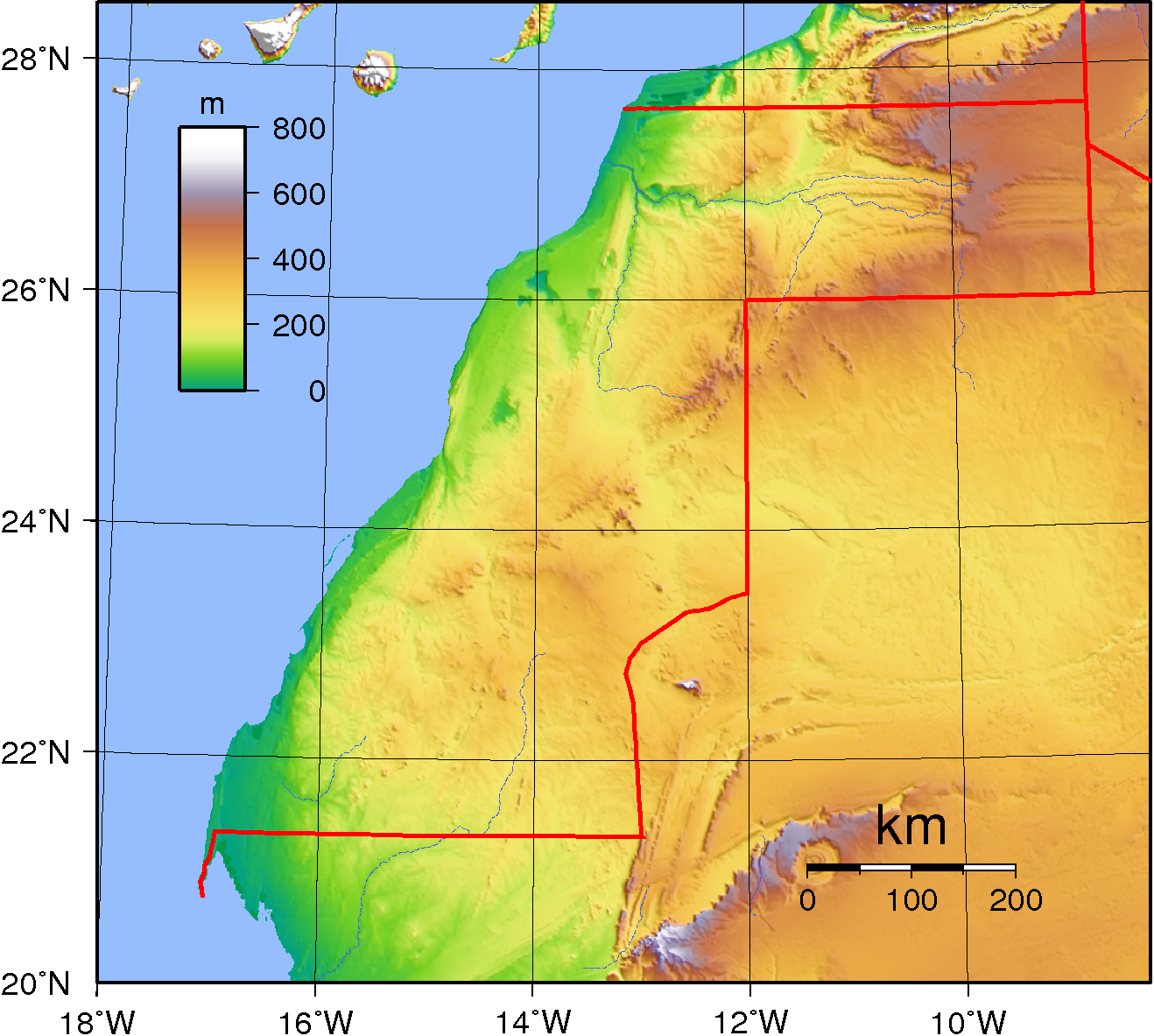
Topografía del Sáhara Español
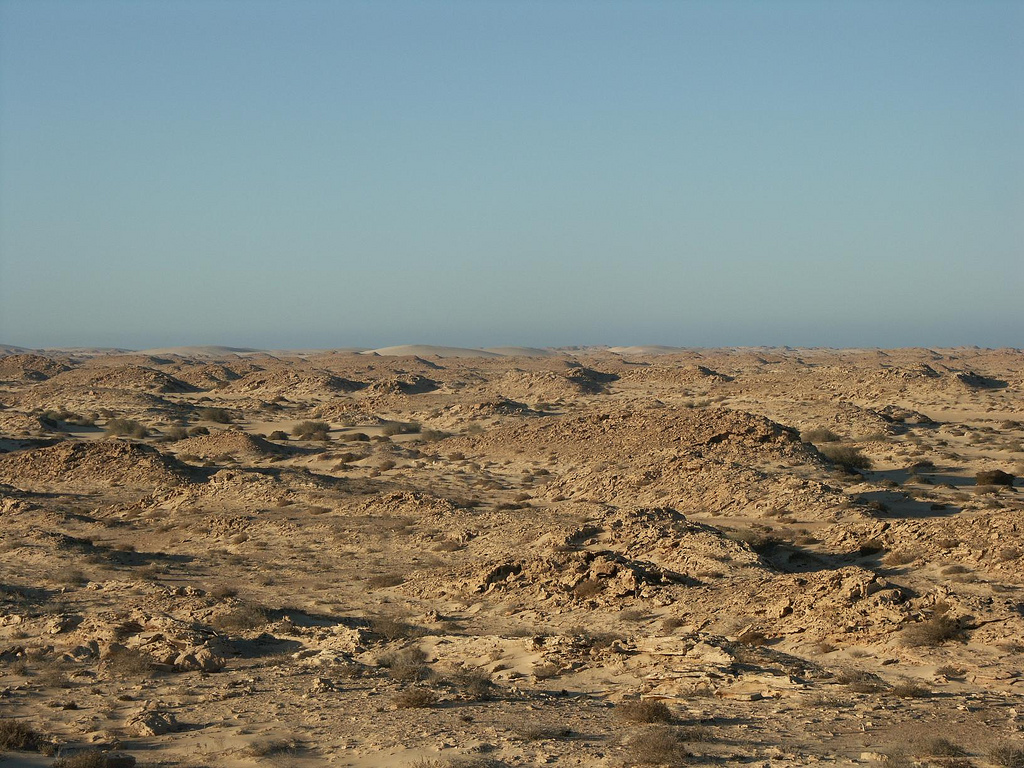
Paisaje árido cercano a Guerguerat
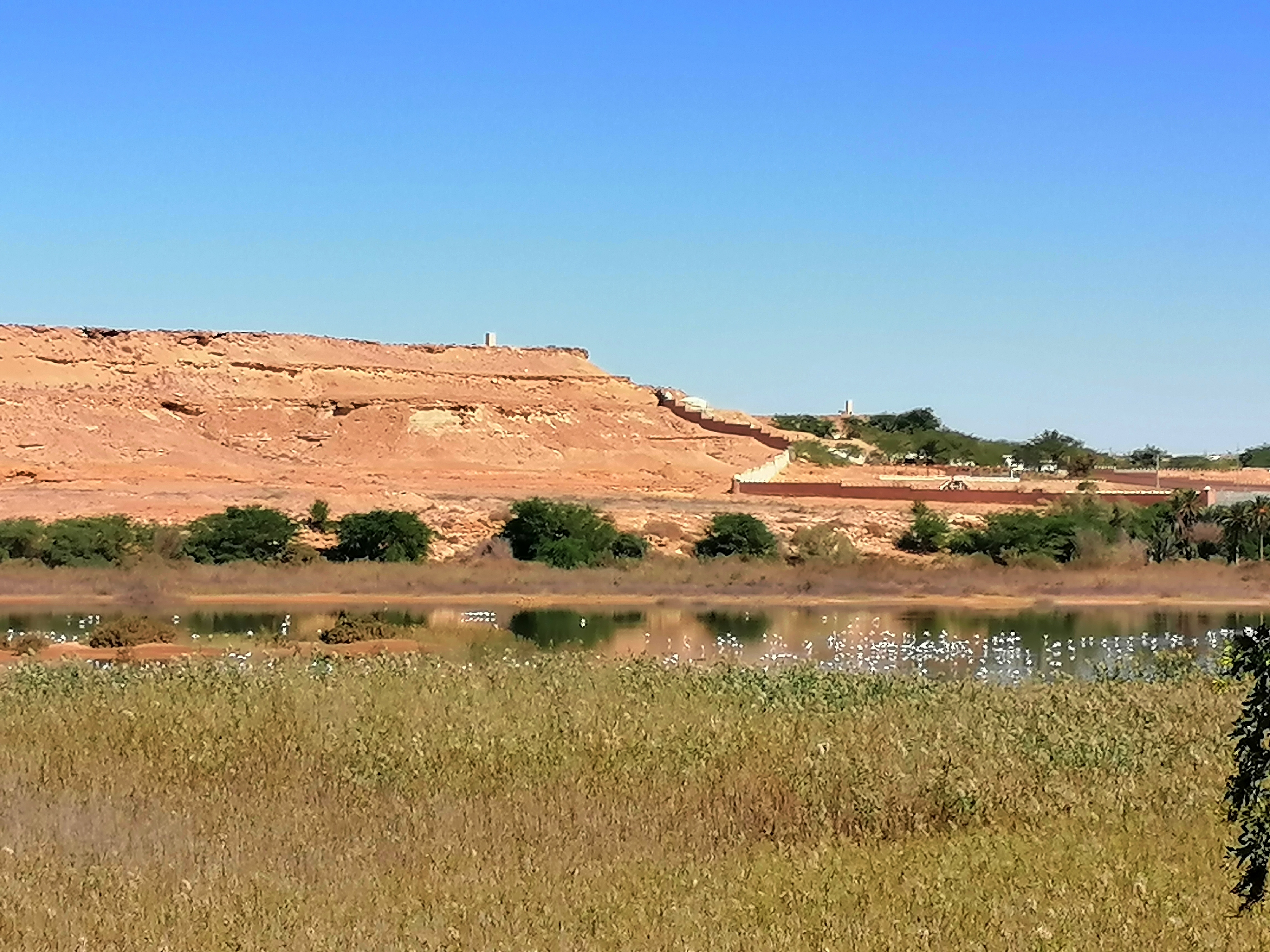
Lago intermitente Dait Um Saad

## Historia

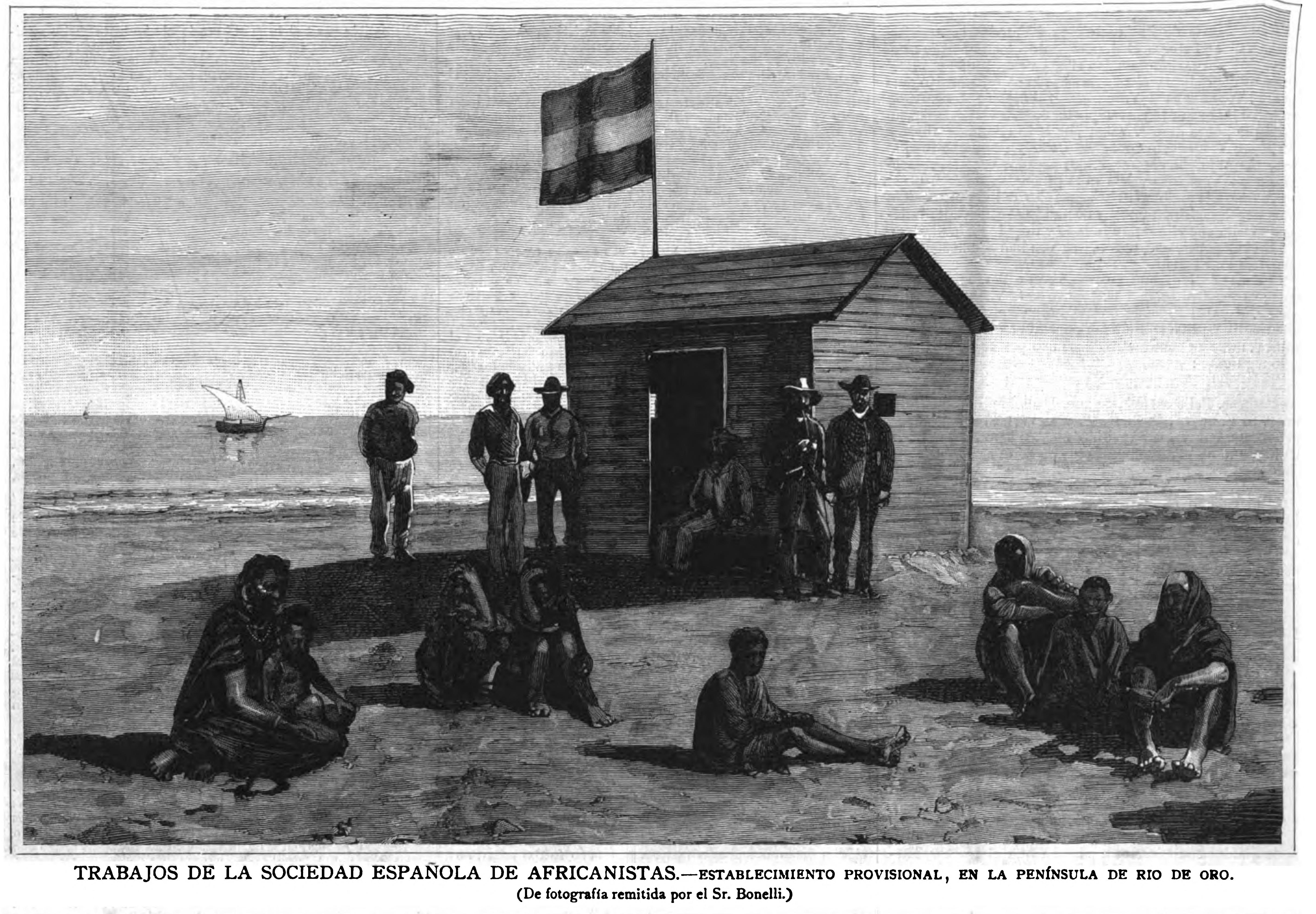
Grabado publicado en enero de 1885 en La Ilustración Española y Americana que presenta a miembros de la Sociedad Española de Africanistas encabezado por Emilio Bonelli. Establecimiento provisional en la Península de Río de Oro.

Mapa de 1914 donde se muestra el reparto de África, realizado por las potencias europeas colonizadoras, acelerado tras la Conferencia de Berlín de 1885.

### 1884ː Fundación de Villa Cisneros
El 15 de octubre de 1884 el militar Emilio Bonelli, como representante de la Sociedad Española de Africanistas y Colonistas y con el apoyo de Antonio Cánovas del Castillo, emprendió una expedición a consecuencia de los intereses pesqueros de España, especialmente canarios, en la zona. Reconoció la costa entre cabo Bojador y cabo Blanco y el 4 de noviembre fundó Villa Cisneros, primer establecimiento español del Sahara. Además, se fundaron dos establecimientos más, uno en cabo Blanco, al que dio el nombre de Medina Gatell; y otro en Angra de Cintra, con el nombre de Puerto Badía. Los topónimos fueron elegidos en honor a los  exploradores Joaquín Gatell y Folch y Domingo Badía. España anunció su soberanía sobre el territorio el 26 de diciembre de 1884. Por lo tanto, durante la conferencia de Berlín, la región situada entre el cabo Bojador y el cabo Blanco fue reclamada y concedida a España en 1884.

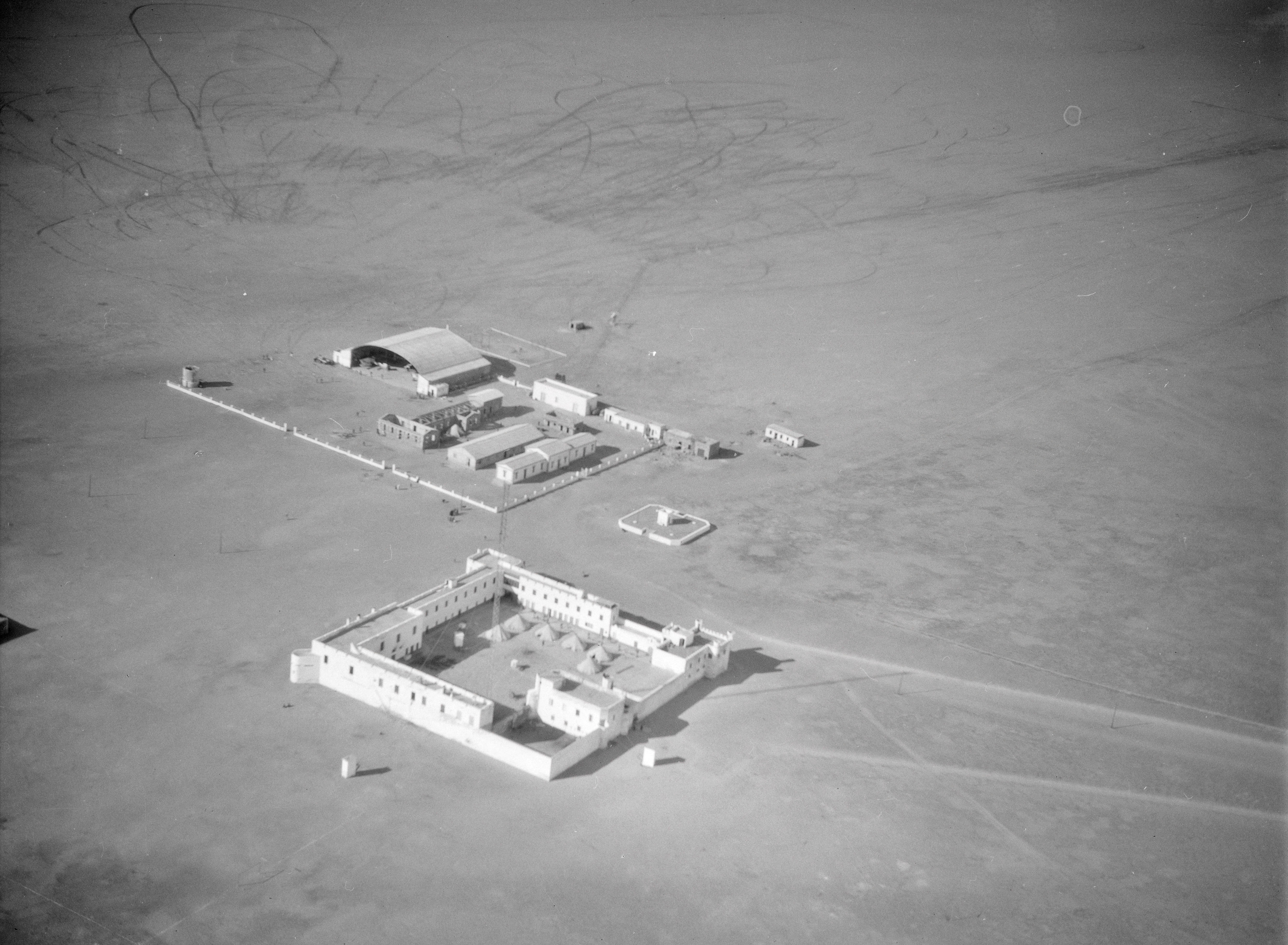
Fuerte de Villa Cisneros (demolido en 2005) y Caseta de Aviones, año 1930 o 1931.

Tras la Expedición de Adrar de 1886 de Julio Cervera, Francisco Quiroga y Felipe Rizzo España reclamó sin éxito los derechos sobre el territorio de Adrar, que tras el tratado de París quedó bajo soberanía de la colonia francesa de Mauritania. En concreto el año 1900 el gobierno español negoció con el gobierno francés por los límites de sus colonias africanas en el Sahara y Guinea respecto de las colonias francesas vecinas, firmando el Tratado de París de 1900. Las negociaciones de los límites de Río de Oro (sur del Sahara español) respecto a las colonias francesas vecinas no supusieron problemas ya que Francia reconocía a España un amplio sector de la costa. Aun así, debido a errores españoles cometidos los años anteriores por desidia y olvido los franceses adquirieron Iyil, bahía del Galgo y Adrar T'mar (hoy en día son parte de Mauritania). El límite sur del Sahara español sería el paralelo 21°20′. El límite en el este quedaba delimitado en el artículo 1 del convenio.
En el convenio hispano-francés de 1904 ambas naciones reconocieron la soberanía española desde el río Massa al norte y el cabo Blanco al sur. En 1912 el tratado de Fez entre Francia y España reconoció los límites y soberanía española de la colonia del Sahara español, Ifni, y el protectorado español de Marruecos y la soberanía francesa del protectorado francés de Marruecos. La Güera se ocupó efectivamente en 1920. Fue inicialmente una colonia separada, resultando anexada al Río de Oro en 1924.

### 1938ː Fundación de El Aaiún
En 1934 el comandante Antonio de Oro y el capitán Galo Bullón Díaz llegaron hasta el puesto de vigilancia de los Izarguien el Hamra, y en 1938 fundaron el establecimiento militar fijo de El Aaiún, que en 1940 fue designada oficialmente ciudad capital del Sahara Español en detrimento de Villa Cisneros.

### 1957ː guerra de Ifni-Sahara

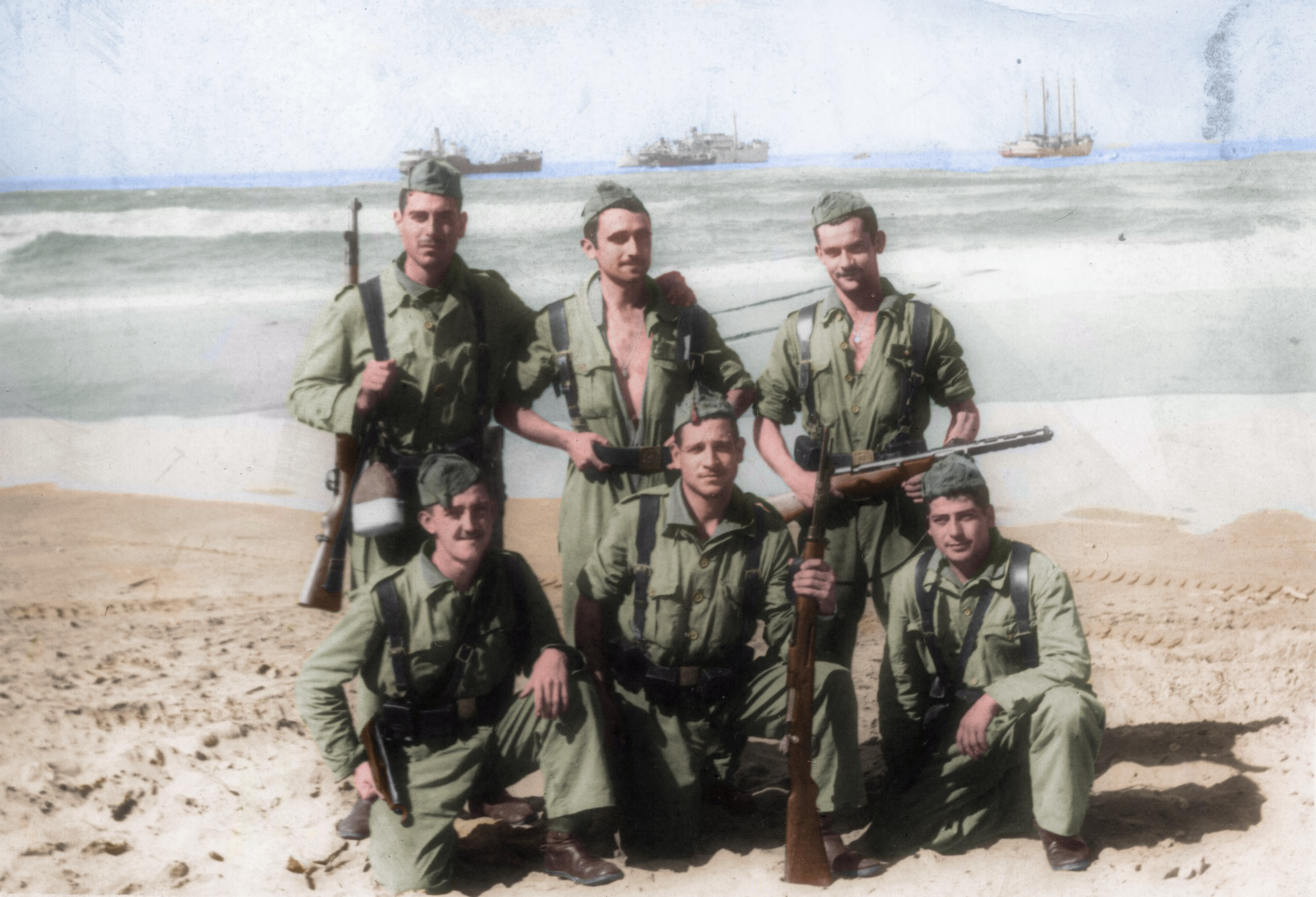
Seis militares españoles, la mayoría cabos, se encuentran en la playa de cabecera de Sidi Ifni, momentos después de haber desembarcado el 31 de diciembre de 1957.

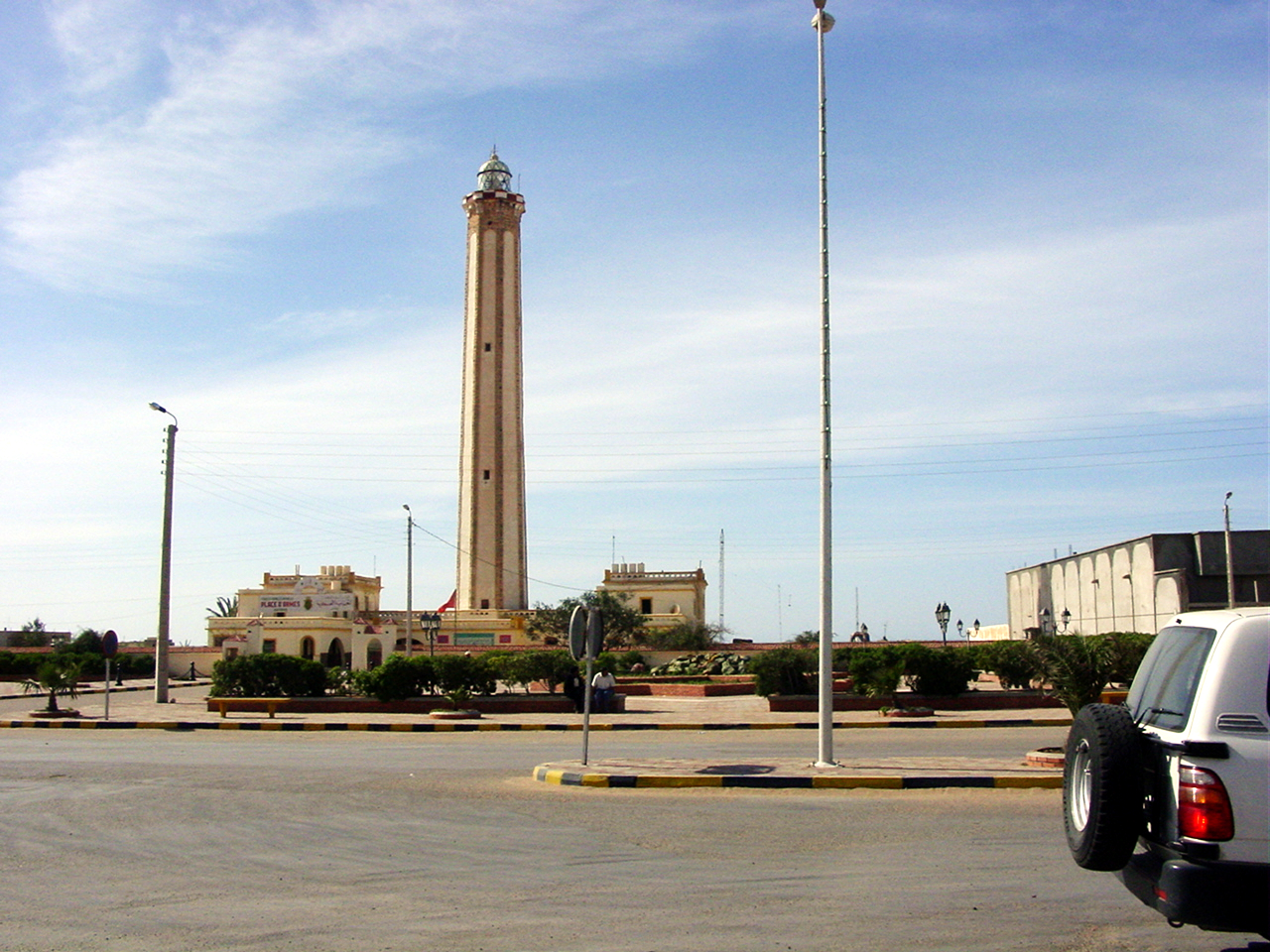
El faro de Bojador en cabo Bojador fue construido en 1959.

En 1958 se abandonó el sistema administrativo de la agrupación de colonias españolas en el África Occidental Española. El Sahara español pasó a tener categoría de provincia española.
Hasta los acuerdos de Cintra (2 de abril de 1958), el límite concreto y pragmático del Sáhara Occidental (y entonces Sahara español) estaba dado por la vaguada del río Draa; es decir, incluía la franja de Tarfaya, que en esa época fue entregada al emirato de Marruecos. 
En 1962 el INI comienza las prospecciones de Bucraa para la puesta en explotación del fabuloso yacimiento de fosfatos descubierto por el geólogo Manuel Alía Medina. Además, se acometió la construcción de una cinta transportadora kilométrica para la exportación del mineral vía marítima por el cargadero de El Marsa. 
En 1967 Basiri se instaló en Esmara como maestro coránico, huyendo de las autoridades marroquíes por su discurso nacionalista saharaui en el periódico Al-Shihab (La Antorcha), cuya fundación había impulsado. El 11 de diciembre de 1969 fundó el partido político clandestino nacionalista e independentista Organización Avanzada para la Liberación de Saguia el Hamra y Río de Oro o Movimiento de Liberación (Harakat Tahrir en árabe). Fue ejecutado  extrajudicialmente tras las protestas de Zemla de 1970.

### 1973: Fos Bucraa y el Frente Polisario
En 1973 el Sahara español, especialmente El Aaiun, experimentó un auge económico por la puesta en explotación de la mina de FosBucraa. Ese año el proyecto nacionalista de Basiri fue recuperado, dando lugar a la fundación del partido político clandestino Frente Polisario en la población minera de Zouérate (Mauritania), cuyo primer secretario general fue Brahim Gali, de Esmara. 

Bandera de la provincia marítima de Villa Cisneros

El Frente Polisario inició una serie de atentados terroristas contra la Fuerzas Armadas, la Administración del Sahara español y civiles, combates basados en una estrategia de guerra de guerrillas, la primera en el mundo organizada en un desierto y a gran escala, como el atentado contra el Puesto de Gobierno de Tifariti de agosto de 1974 o el secuestro de Antonio Martín de 1975.

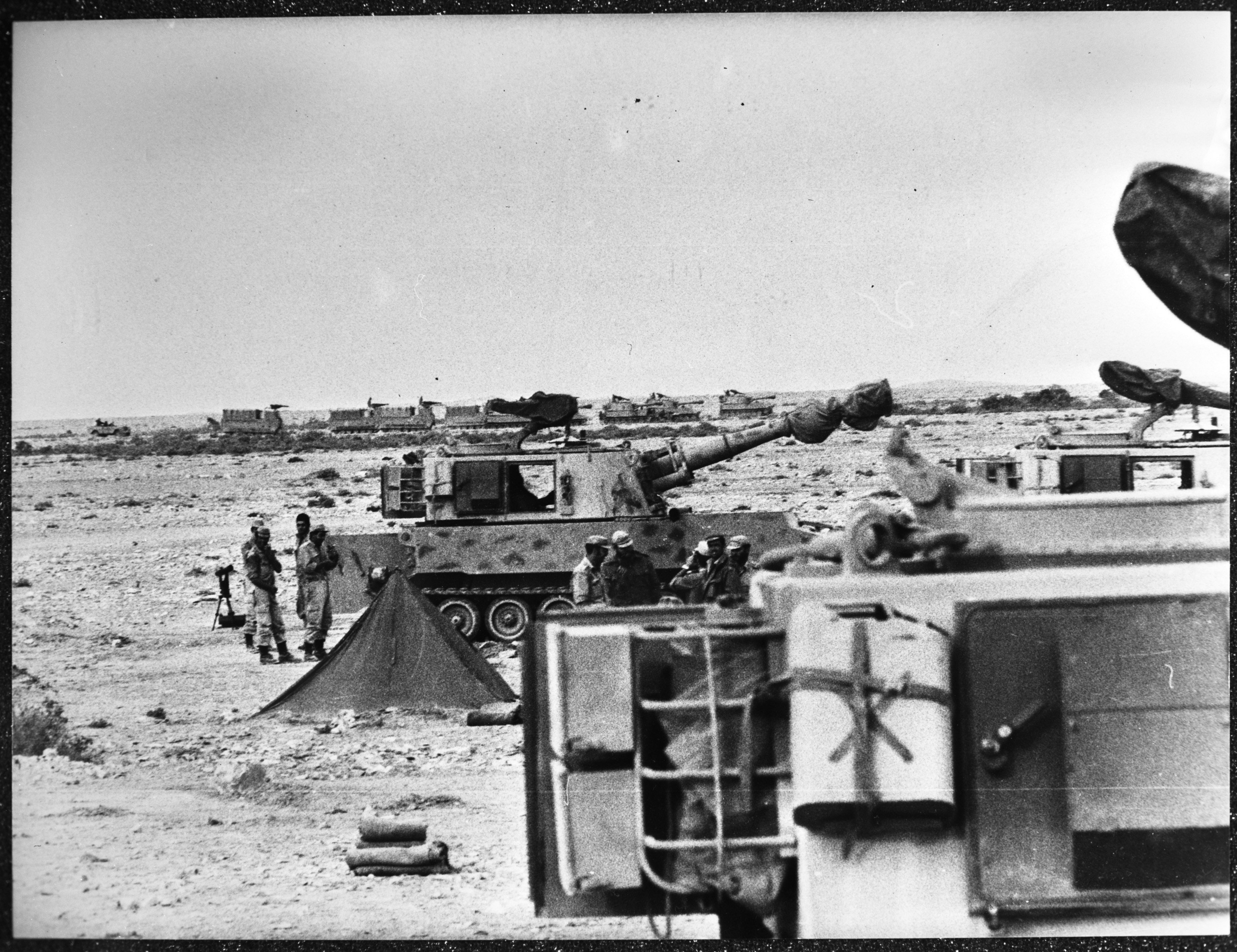
14 de noviembre de 1975, artillería del Ejército Español en la crisis con Marruecos previa a la invasión marroquí.

A finales de 1974 se impulsó un partido legal proespañol, el Partido de Unión Nacional Saharaui (PUNS), creado para controlar la posibilidad de la autonomía redactando un borrador de estatuto de autonomía. Existía una asamblea de notables, la Djema'a, con limitadas capacidades de gobierno.  
Por último, España comunicó a la ONU la intención de celebrar un referéndum de autodeterminación en 1975, quien así lo dispuso en su resolución 3458 B del 10 de diciembre de 1975. 
El 16 de octubre de 1975 Tribunal Internacional de Justicia emitió una opinión no vinculante acerca del estatus del Sahara español. Indicó que la región no era terra nullius (tierra de nadie) antes de la colonización española y dictaminó lo siguiente: 

Ni los actos internos ni los internacionales en que se basa Marruecos indican, en el período pertinente, la existencia o el reconocimiento internacional de vínculos jurídicos de soberanía territorial entre el Sáhara Occidental y el Estado marroquí. Incluso teniendo en cuenta la estructura específica de ese Estado, no muestran que Marruecos ejerciera ninguna actividad estatal efectiva y exclusiva en el Sahara Occidental.

 En el contexto político de la crisis final del franquismo, el 21 de octubre el ministro-secretario general del Movimiento José Solís se negoció con Hasán II en Marruecos la resolución de la crisis con Marruecos a cuenta del territorio del Sahara español. El 28 de octubre comenzó la operación Golondrina para la evacuación de Mahbes, Edchera y Hausa, donde en agosto se había producido un ataque del FLU. La operación consistía en la salida del Sahara de un total de 10.000 civiles, 7.000 militares y miles toneladas de equipo y vehículos.

### Invasión de Marruecosː 6 de noviembre de 1975
Las perspectivas de que, tras la descolonización de España, fuera a constituirse un territorio independiente no satisficieron a Marruecos, que hábilmente aprovechó la debilidad política de España e hizo ver a EE. UU. los riesgos de los intereses de Argelia en el Sahara dentro del contexto de la Guerra Fría Árabe. Por lo tanto, el 6 de noviembre de 1975 Marruecos invadió la frontera septentrional del Sahara español mediante la Marcha Verde (organizada por el rey Hasán II de Marruecos con el respaldo efectivo pero no oficial de EE. UU.), sin llegar hasta las posiciones de los militares españoles. 
Días después de la invasión marroquí, el 14 de noviembre de 1975, España firmó los Acuerdos de Madrid. Se estableció entonces una administración temporal tripartita constituida por España, Marruecos y Mauritania. El 27 de noviembre la VII Bandera de la Legión entregó Esmara a Marruecos.

### Operación Golondrinaː 26 de febrero de 1976

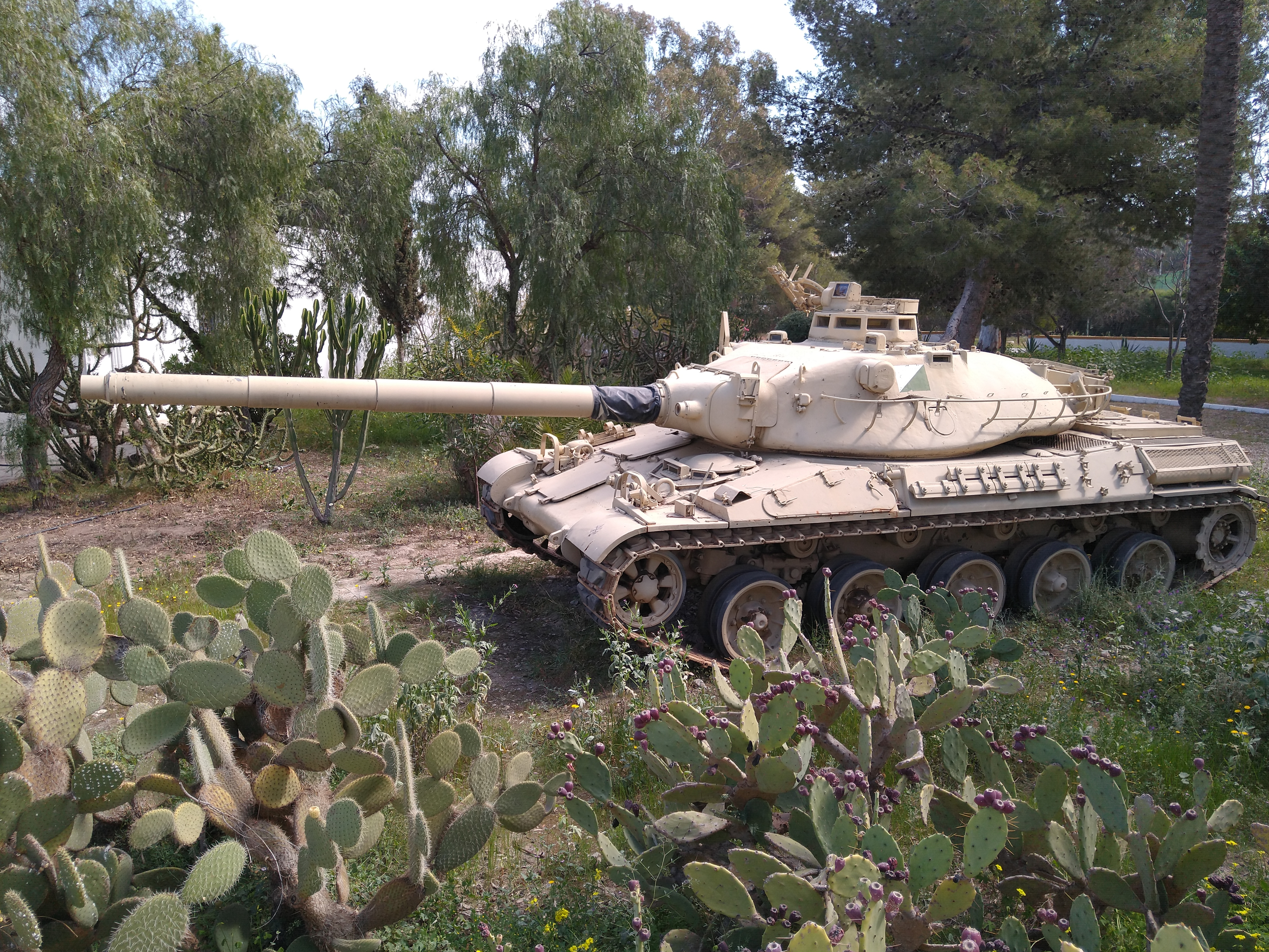
Un tanque AMX-30E con el camuflaje del desierto en la colección Museográfica de la Legión en Almería.

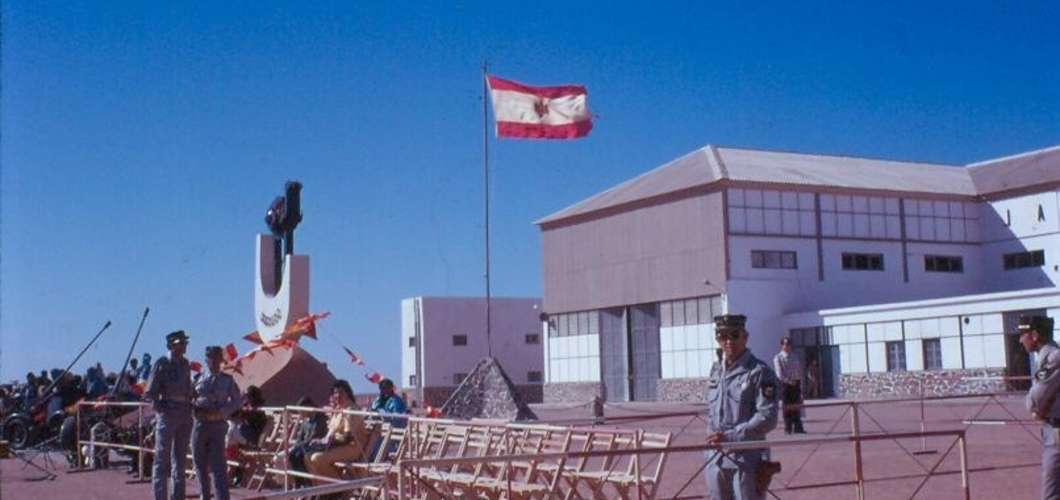
Acuartelamiento de Tropas Nómadas en El Aaiún en 1972.

Tras el Acuerdo Tripartito de Madrid, España interrumpió su proceso de descolonización y abandonó el territorio pero sin traspasar su soberanía sobre el mismo ni su condición de potencia administradora.
El Ejército español abandonó definitivamente el Sahara español el 26 de febrero de 1976 con la culminación de la operación Golondrina, que supuso una importante labor logística para en 160 días lograr la repatriación de personas civiles y militares, además de intendencia, enseres y pertenencias de toda clase. El 28 de febrero de 1976 se arrió por última vez la bandera Española en el edificio de Gobierno General del Sahara de El Aaiún.
Desde entonces, el territorio que ocupó el Sahara español es denominado Sahara Occidental y es un territorio en disputa. Es disputado por Marruecos (Región de El Aaiún-Saguía el-Hamra y Región de Dajla-Río de Oro), que controla la mayor parte del territorio, y la República Árabe Saharaui Democrática, que ocupa la región al este del muro marroquí.

### 1976-Actualidad: España como potencia administradorade iuredel Sahara Occidental
La ONU ha señalado que a través de los Acuerdos de Madrid, España «no transfirió la soberanía sobre el Territorio ni confirió a ninguno de los signatarios la condición de Potencia administradora, condición que España, por sí sola, no podía haber transferido unilateralmente». Es por eso por lo que para las Naciones Unidas el Sahara Occidental sigue siendo un territorio no autónomo pendiente de descolonización, cuya potencia administradora de pleno derecho sigue siendo España. Esta posición ha sido confirmada por los órganos jurisdiccionales españoles.

## Gobierno

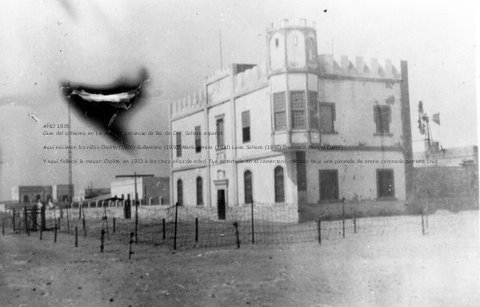
Casa del gobernador español de La Güera, hacia 1935.

### Gobernadores generales
| Nombre                                  | Período   |
| --------------------------------------- | --------- |
| José Héctor Vázquez                     | 1958      |
| Mariano Alonso Alonso                   | 1958-1961 |
| Pedro Latorre Alcubierre                | 1961-1964 |
| Joaquín Agulla Jiménez-Coronado         | 1964-1965 |
| Ángel Enríquez Larrondo                 | 1965-1967 |
| José María Pérez de Lema y Tejero       | 1967-1971 |
| Fernando de Santiago y Díaz de Mendívil | 1971-1974 |
| Federico Gómez de Salazar y Nieto       | 1974-1976 |

### Nacionalidad española
Todos los habitantes nativos del Sahara recibían el Documento Nacional de Identidad. Inicialmente se entregaba el mismo diseño que el resto del país, pero posteriormente se entregó una segunda versión que se diferenciaba del resto por su color rojo, y el pasaporte españoles, junto con el libro de familia, y todos los documentos correspondientes. Este hecho demostraba la plena nacionalidad española de sus habitantes y fue esgrimido en los recursos realizados por ciudadanos saharahuis a fin de demostrar que su pérdida era nula, dado que ningún nacional español puede ser desprovisto de ella y así fue reconocido por el Tribunal Supremo.

### Matriculación de vehículos
La matrícula de la provincia era «SH», y a partir de 1971 funcionó con sistema alfanumérico, a semejanza del resto de provincias. Tras el abandono del territorio saharaui en 1976, España estableció un breve periodo de transición para que los vehículos con matrícula SH cambiaran su matrícula por otra de otra provincia española; pasado dicho periodo, España dejó de reconocer como matrículas españolas válidas todas las matrículas que empezaban por SH.

## Fuerzas de Seguridad y Fuerzas Armadas

### Tercios Saharianos
En junio de 1956 se crea la XIII Bandera para operar en el entonces conocido como territorio del África Occidental Española. La presencia legionaria se inicia con el desembarco de esta bandera en Hasi Aotman (inmediaciones de El Aaiún) el 1 de julio de 1956. La XIII Bandera se creó específicamente para prestar servicio en esta provincia, permaneciendo en ella hasta junio de 1969 en que será disuelta y sus componentes pasarán a prestar servicio en los Tercios Saharianos.
En agosto de 1958 se ordena el traslado desde el protectorado del 3.º y 4.º Tercios al Sahara Español y añaden a su nombre el apelativo de “saharianos”. El 3.º Tercio “Don Juan de Austria” se instala en Sidi Buya (El Aaiún) y el 4.º Tercio “Alejandro Farnesio” en Villa Cisneros.
Los Tercios Saharianos tenían una orgánica propia, encuadrando cada uno de ellos, además de las Banderas de Infantería, a un Grupo Ligero de Caballería (I en el 3.º y II en el 4.º) y una Batería de Artillería (estas últimas fueron disueltas en 1964). Además el 3.º Tercio contó con una Compañía de Carros de Combate AMX-30E, compañía denominada “BAKALI” en recuerdo al héroe legionario Daniel Gómez Pérez, precursor del arma acorazada en España.
Tras el repliegue ordenado por el gobierno de Madrid, que se efectuó de forma escalonada, el Grupo Ligero de Caballería II fue la última unidad en abandonar el territorio embarcando en Villa Cisneros el 11 de enero de 1976; quedando acuartelado el 3.º Tercio en Puerto del Rosario (Fuerteventura) Fuerteventura y el 4.º Tercio disuelto.

### Agrupación de Tropas Nómadas
La primera unidad de tipo militar que se creó fue la Mía de Policía a Pie en Cabo Juby en 1926, integrada por nativos y mandada por oficiales españoles. Creada para el control de la frontera con Marruecos, así como el mantenimiento del orden y la vigilancia de sus costas.
El 13 de octubre de 1928 nacen las Tropas de Policía del Sáhara dotados de dromedarios con el principal objetivo de asegurar la fidelidad de los jefes tribales.
Las dos unidades se organizan así:
- Mando
- Tres secciones de tiradores
- Pelotón de Armas de Apoyo
- Tren de Convoy

La Mía Montada se organiza en fergas; constando su uniforme de:
- Camisa (aderraj) blanca bajo otra azul oscuro
- Pantalón ancho (zerual) de color blanco, garbanzo o azul oscuro
- Turbante (lesa) del mismo color que el pantalón

Durante la Guerra Civil (1936-39) se refuerza el despliegue militar en el Sáhara con un tabor del Grupo de Tiradores de Ifni (1934-1969). Tras la provincialización (1959) se reorganizan las unidades creándose la Agrupación de Tropas Nómadas en dos grupos formados por la Plana Mayor y tres mías cada grupo. En 1963 se añadiría un tercer grupo.
La unidad fue disuelta en 1976 sin que ninguna otra conservase su historial.